# Guido Reni
Guido Reni (Bolonia, 4 de noviembre de 1575-Bolonia, 18 de agosto de 1642) fue un pintor y grabador italiano perteneciente a la Escuela Boloñesa y famoso del clasicismo romano-boloñés.

## Biografía
Durante mucho tiempo se pensó (por un error de transcripción) que Reni nació en Calvenzano di Vergato, cerca de Bolonia, pero en realidad nació en la misma Bolonia, en un edificio ahora conocido como Palazzo Ariosti. Sus padres fueron Danieli Reni, músico, y Ginevra de’ Pozzi. 
A los nueve años, entró como aprendiz en el taller boloñés de Denys Calvaert. Poco después, se le unieron en tal taller Albani y Domenichino. Puede que también haya tenido un periodo de aprendizaje con un pintor llamado Ferrantini. Cuando Reni tenía unos veinte años de edad, los tres discípulos de Calvaert se marcharon a un taller rival por entonces emergente, llamado Accademia degli Incamminati (Academia de los «recién embarcados» o progresivos), dirigida por Lodovico Carracci. Formaron el núcleo de la prolífica y exitosa Escuela de pintores boloñeses que siguieron a Annibale Carracci a Roma. Como muchos otros pintores boloñeses, la pintura de Reni era de estilo temático y ecléctico.

### Obra en Roma

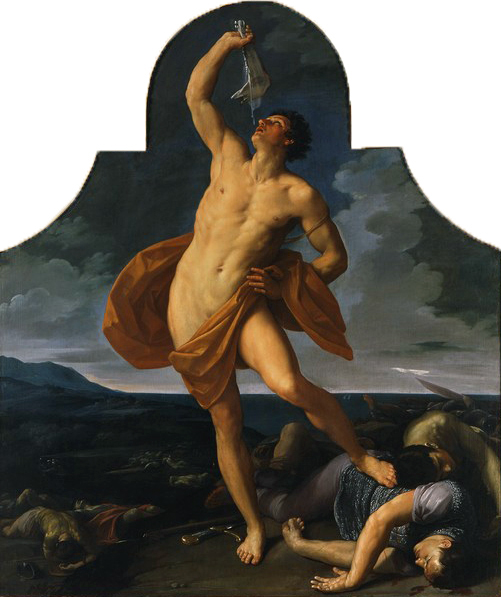
Sansón victorioso (1611), Pinacoteca Nazionale di Bologna

A finales de 1601, Reni y Albani se habían trasladado a Roma para trabajar en los equipos a las órdenes de Annibale Carracci en decoraciones al fresco del Palacio Farnesio. Durante el período 1601-1604, su principal mecenas fue el cardenal Sfondrato. Para los años 1604-1605, recibió un encargo independiente para un retablo que se colocaría en la Basílica de San Pedro de la Crucifixión de San Pedro. Después de un breve viaje a Bolonia, regresó a Roma para convertirse en uno de los primeros pintores durante el papado de Paulo V (Borghese). Desde los años 1607-1614, fue uno de los pintores protegidos por los Borghese.

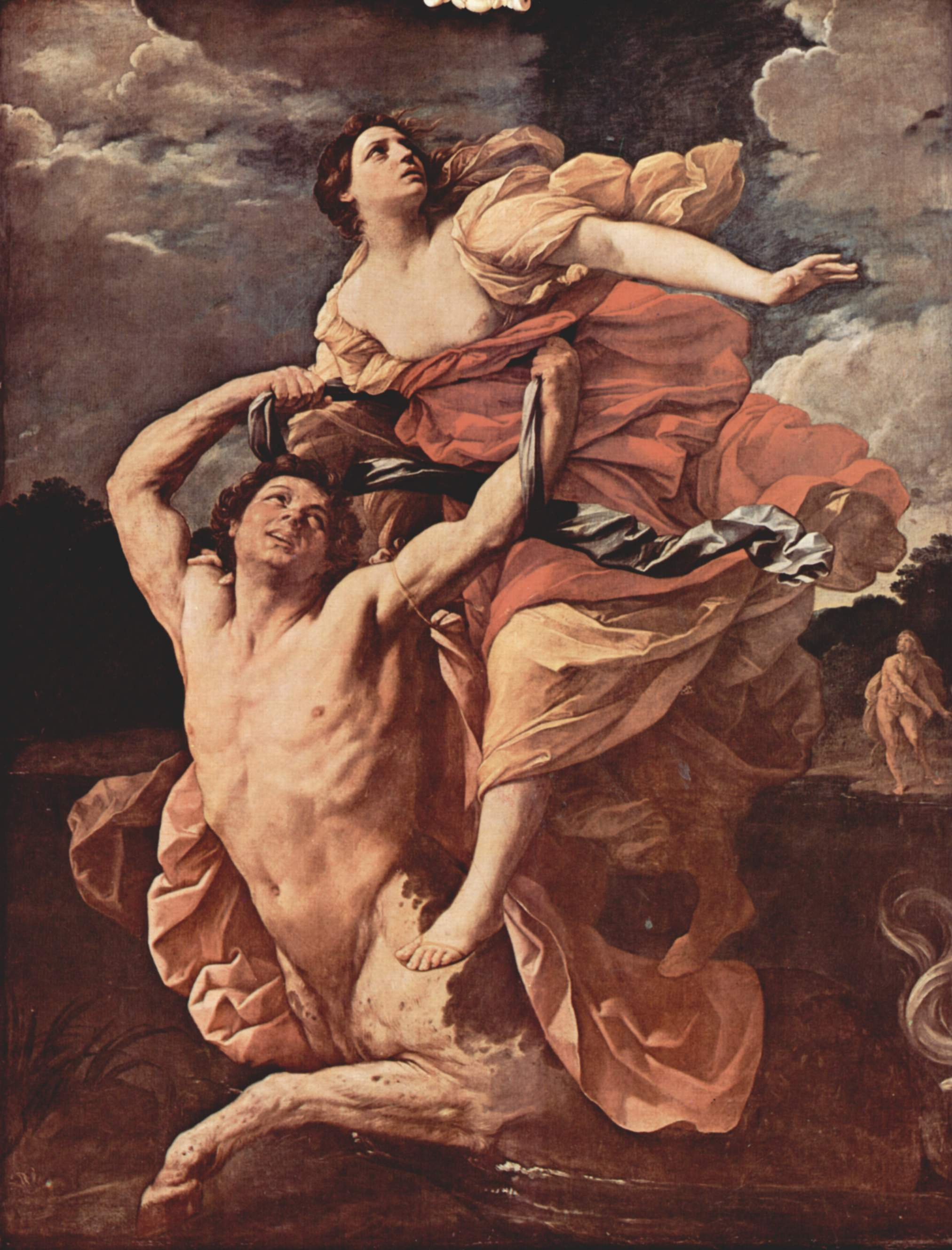
Rapto de Deyanira, 1620-1621, Museo del Louvre de París.

Se considera que su obra maestra es el techo pintado al fresco por Reni de la gran sala central del palacio del jardín, llamado Casino dell'Aurora y que se ubica en terrenos del Palazzo Pallavicini-Rospigliosi. El casino fue, en origen, un pabellón encargado por el cardenal Scipione Borghese; la porción posterior queda da a la Plaza Montecavallo y al Palacio del Quirinal. El gran fresco se encuentra enmarcado in quadri riportati y representa a Apolo en su carro precedido por la Aurora trae la luz a este mundo. La obra es contenida en su clasicismo, copiando poses de sarcófagos romanos, y mostrando mucha más simplicidad y contención que el bullicioso Triunfo de Baco y Ariadna de Carracci del Palacio Farnesio. Reni en esta pintura se aproxima más a la línea severa y grave de pintores como Cavaliere d'Arpino, Lanfranco, y Albani y su «Escuela» de pintura mítico-histórica, y menos con los frescos más populosos característicos de Pietro da Cortona. Poca concesión hay a la perspectiva, y el estilo de un colorido vibrante es antitético al tenebrismo de los caravagistas. Se ha comprobado que le pagaron 247 scudi y 54 baiocchi al acabarlo el 24 de septiembre de 1616. 
También pintó al fresco la Capilla Paolina en Santa Maria Maggiore de Roma, así como las alas Aldobrandini del Palacio Apostólico Vaticano. Según el rumor, la capilla pontificia de Montecavallo (Capilla de la Anunciación) fue asignada a Reni para que la pintase.  Sin embargo, debido a que sintió que los ministros le pagaban poco, el artista se marchó de Roma para ir a Bolonia, dejando el papel de artista preemitente en Roma a Domenichino.

### Obra en Nápoles y regreso a Bolonia

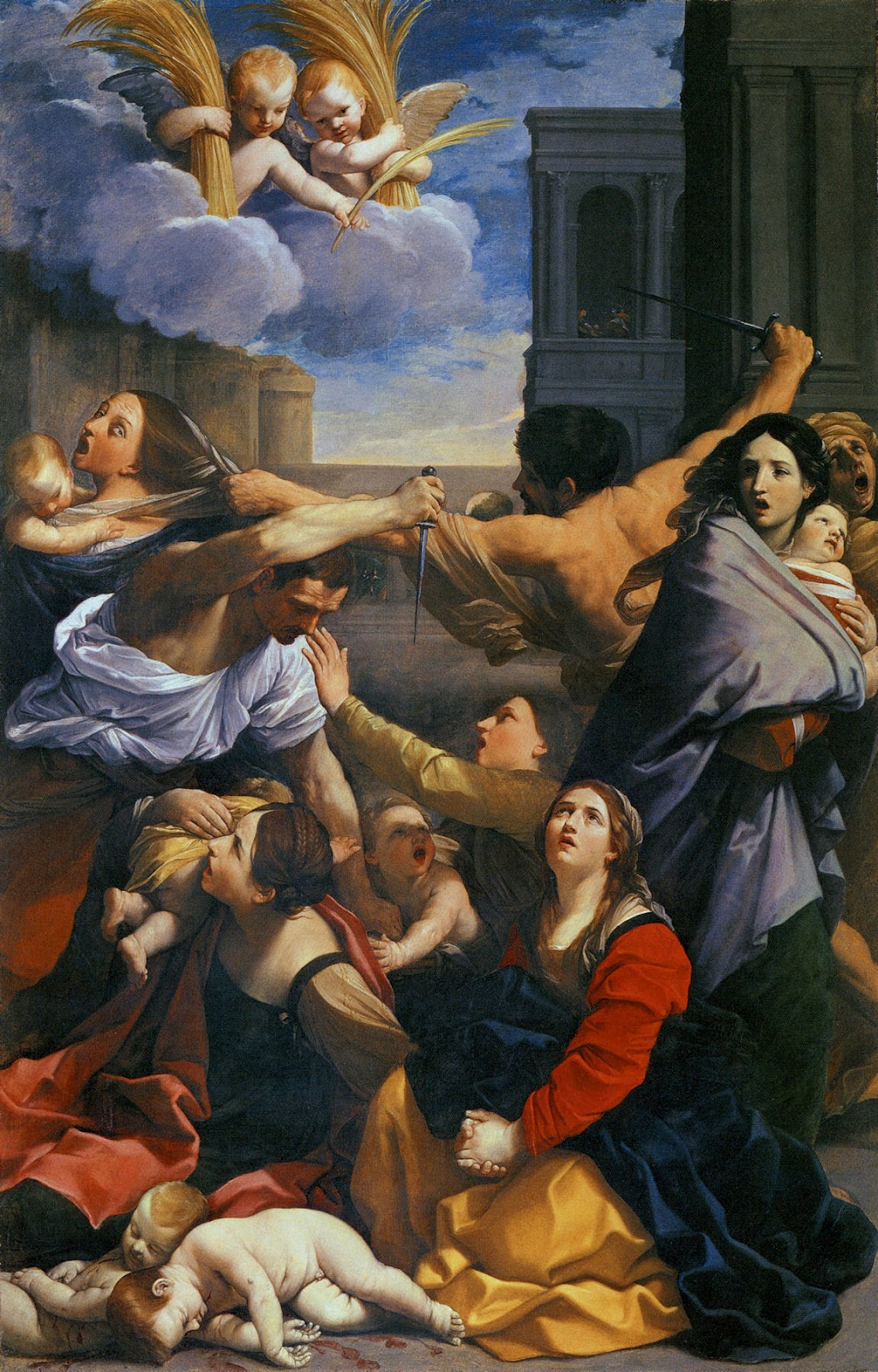
Masacre de los inocentes (1611), Pinacoteca Nazionale di Bologna

En años posteriores, Reni viajó a Nápoles para completar un encargo para pintar el techo en una capilla de San Gennaro. Sin embargo, en Nápoles, los otros pintores locales destacados, incluyendo a Belisario Corenzio, Giovanni Battista Caracciolo y Ribera, eran muy combativos contra los pintores foráneos, y corrió el rumor de que conspiraron para envenenar a Reni, o lesionarle de algún otro modo (como pudo haberle ocurrido, antes que él, a Domenichino en Nápoles). Pasó brevemente por Roma, pero abandonó esta ciudad repentinamente, durante el pontificado de Urbano VIII, después de recibir una reprimenda del Cardenal Spinola. 

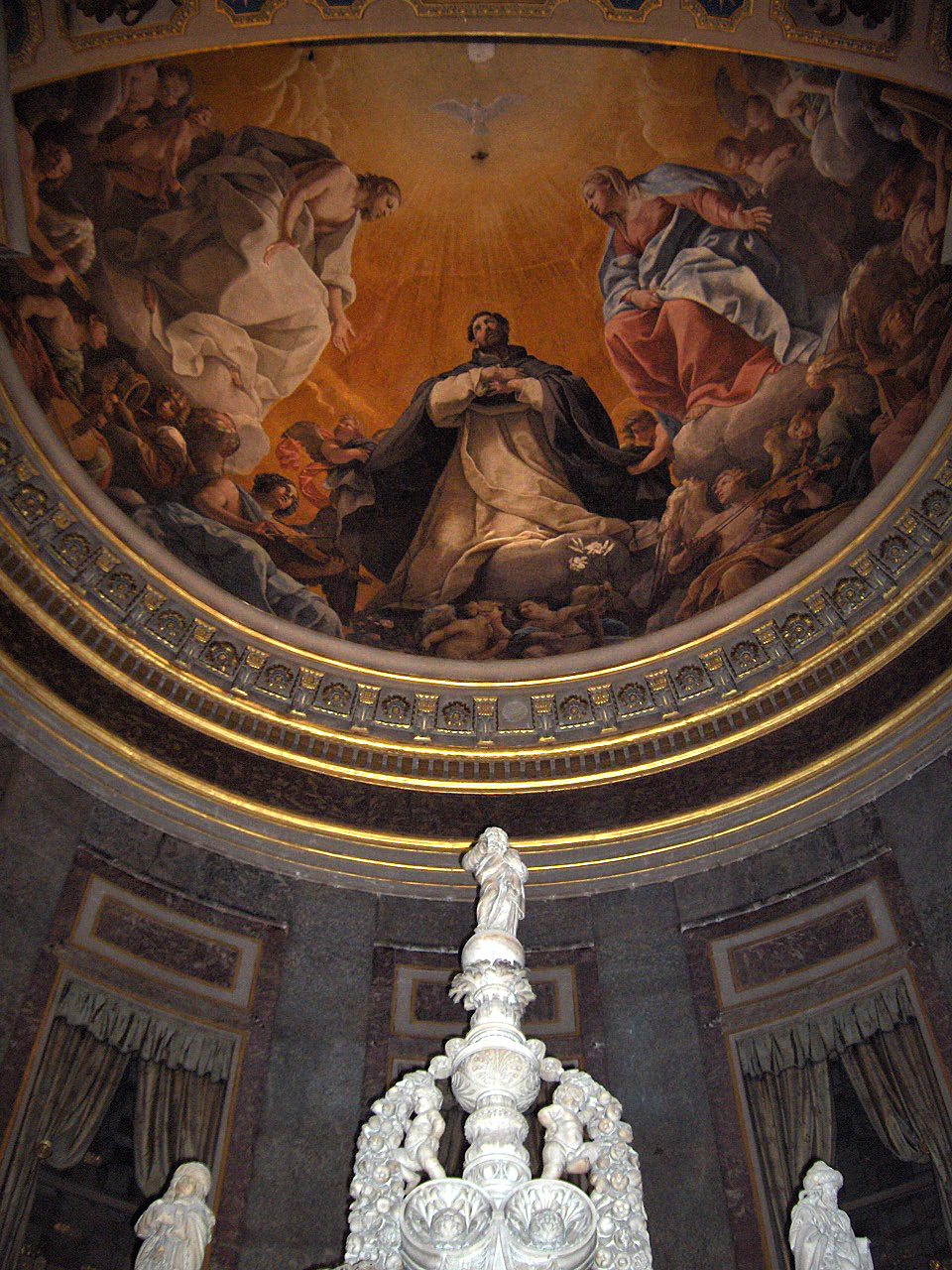
La gloria de Santo Domingo coronando el Arca de Santo Domingo.

De regreso en Bolonia, de forma más o menos permanente, Reni estableció un taller exitoso y prolífico.Recibió el encargo de decorar la cúpula de la capilla de Santo Domingo en la Basílica de Santo Domingo en Bolonia, entre 1613 y 1615, produciendo como resultado el radiante fresco Gloria de Santo Domingo, una obra maestra que puede ser comparada con la exquisita Arca di San Domenico que está debajo. También contribuyó a la decoración de la Capilla del Rosario en la misma iglesia, con una Resurrección.

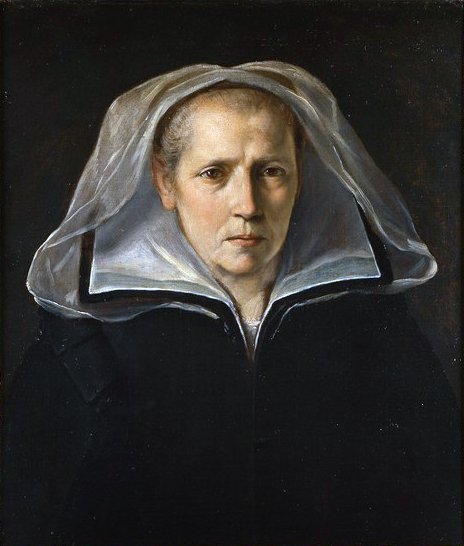
Retrato de la madre (1615-1620), Pinacoteca Nazionale di Bologna

En Rávena, pintó la capilla en la catedral con su admirado cuadro de los Israelitas recogiendo el maná. Reni, después de marcharse de Roma, alternativamente pintó en una variedad de estilos, fiel a los gustos eclécticos de muchos de los discípulos de Carracci. Por ejemplo, su retablo de Sansón Victorioso presenta unas poses estilizadas propias del manierismo. Como contraste, su Crucifixión y Atalanta e Hipómenes presentan un dramático movimiento en diagonal junto con los efectos de luz y sombra que traicionan la influencia de Caravaggio. Su turbulenta y violenta Masacre de los inocentes (Pinacoteca, Bolonia) está pintado de una manera que recuerda a Rafael. En 1630, pintó el Pallion del Voto con imágenes de San Ignacio y San Francisco Javier, pintados durante la plaga que en 1630 asoló Bolonia.

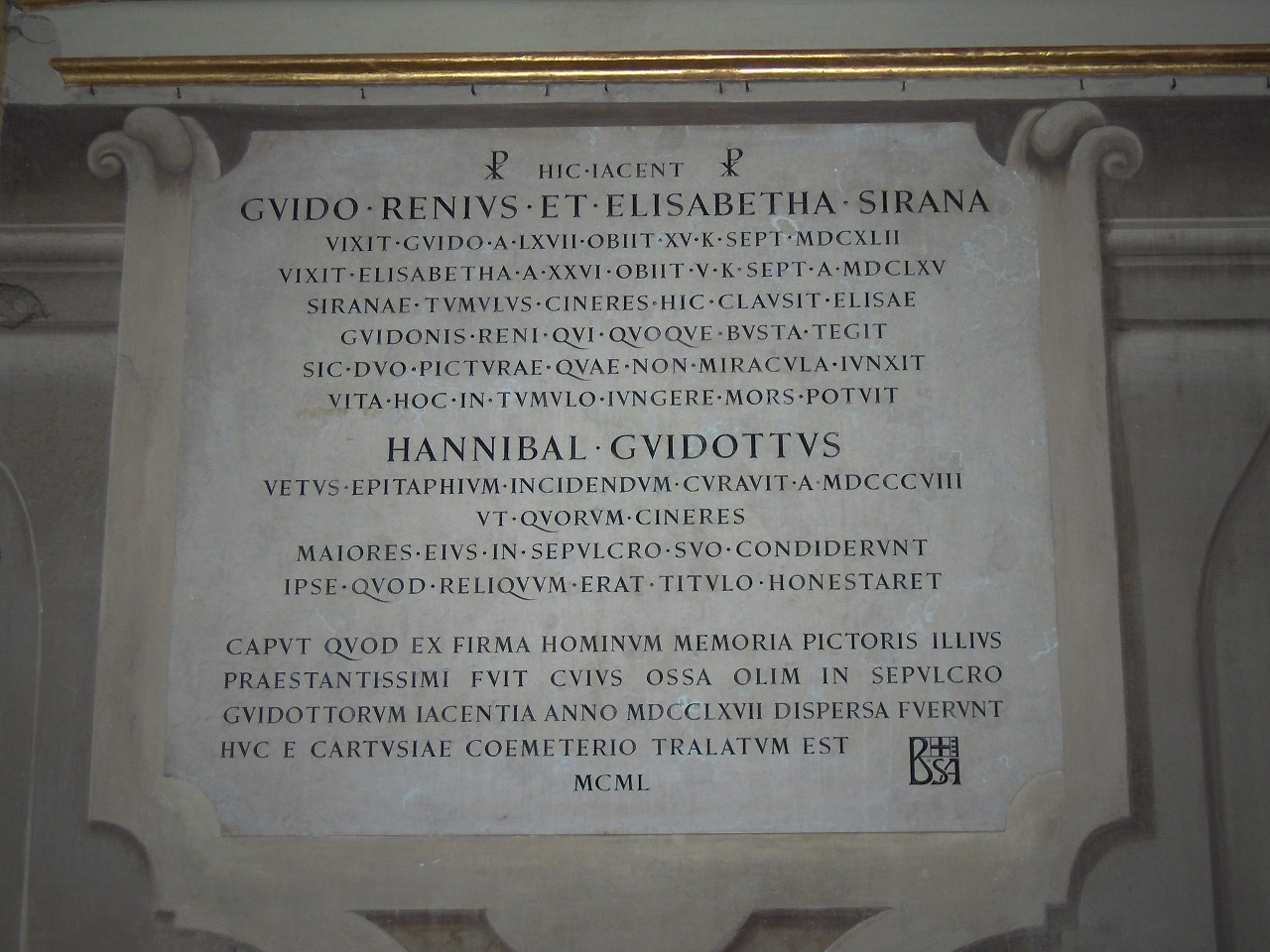
Losa de piedra sobre la tumba de Guido Reni.

Aunque su principal ayudante fue Giovanni Andrea Sirani, el artista más distinguido que pasó por su taller fue Simone Cantarini, llamado «Il Pesarese», quien pintó un retrato de su maestro, actualmente en la Pinacoteca Nacional de Bolonia. Otros discípulos fueron Domenico Maria Canuti, Giovanni Battista Michelini, Giacomo Semenza, Francesco Gessi, y Marco Bandinelli. 
Reni murió en Bolonia en 1642. Fue enterrado, junto con la también pintora Elisabetta Sirani (hija de su ayudante), en la Capilla del Rosario de la Basílica de Santo Domenico en Bolonia.

## Estilo
Cultivador (y uno de los protagonistas) del Clasicismo implantado en Bolonia por los Carracci, Reni prolongó el esplendor de dicho centro artístico por tres décadas más, e influyó en muchos maestros como Giovanni Lanfranco y Guercino, a quien llegó a acusar de plagio.
Sus temas son principalmente bíblicos y mitológicos. Pintó pocos retratos; los del papa Sixto V, y el cardenal Bernardino Spada, y la llamada Beatrice Cenci están entre los más destacados. La identidad del retrato Cenci es muy dudosa, puesto que Beatrice Cenci fue ejecutada en Roma antes incluso de que Reni fuera a vivir allí, de manera que no pudo posar para el retrato. Se le atribuyen muchos aguafuertes, algunos basados en sus propios cuadros, y algunos otros de maestros distintos.  Son animados, con un estilo ligero de líneas y puntos delicados.  La técnica de Reni se usó por la escuela boloñesa y era todavía el estándar de los impresores italianos de su época.

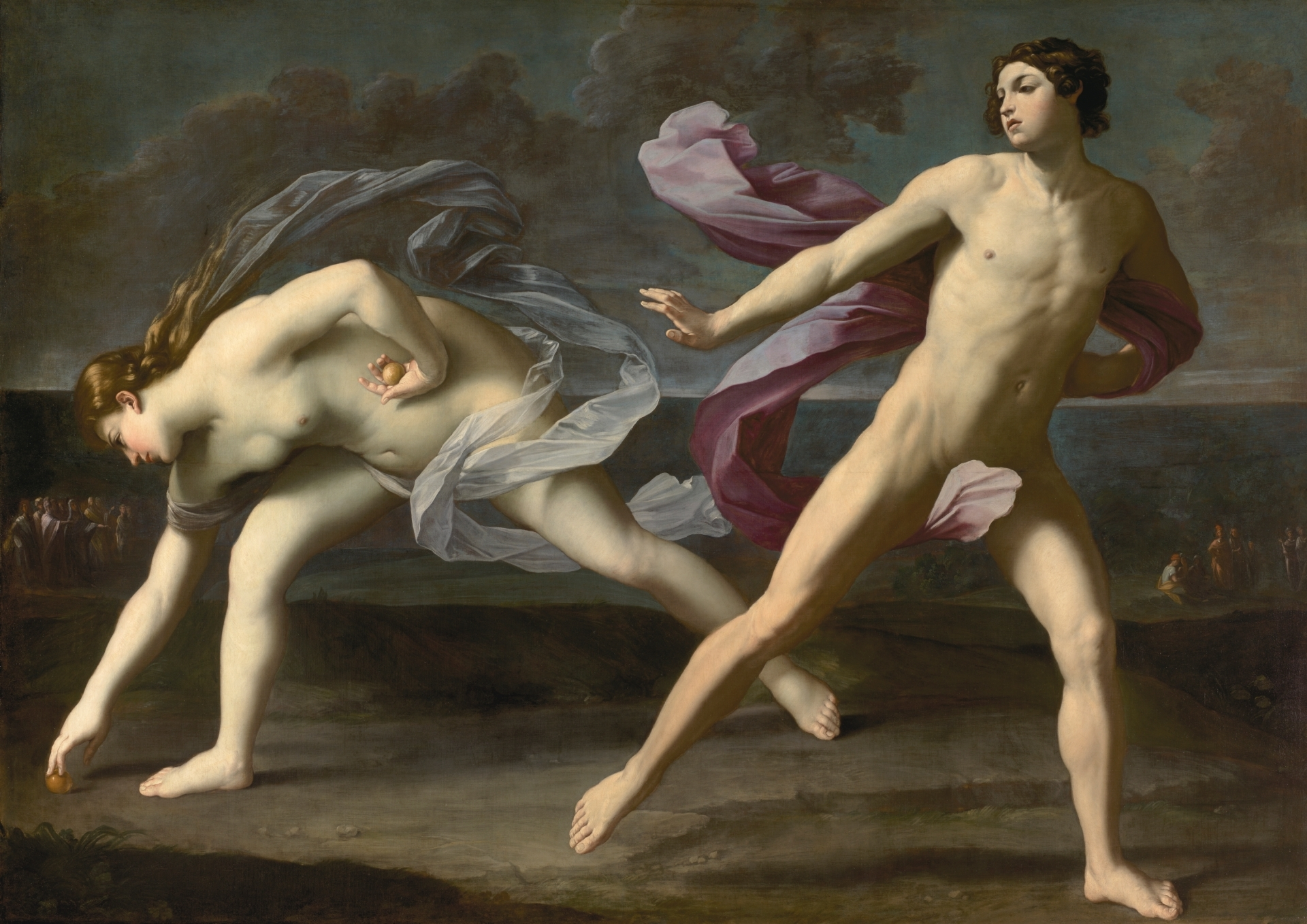
Hipómenes y Atalanta (Museo del Prado).

Reni dio forma a un clasicismo "accesible" o de fácil conexión emotiva, que transmitía emociones mediante miradas de arrobo. Sus medias figuras de Cleopatra suicidándose y santos en trance o agonía fueron muy demandadas en el siglo XVIII, incidiendo en el estilo neoclásico. Posteriormente, pasó de moda como toda la pintura boloñesa de la época, aunque ha recobrado estima gracias a exposiciones, desde mediados del siglo XX.
Autor admirado en la España del XVIII, cuenta con buena presencia (alrededor de dieciocho obras) en el Museo del Prado, que posee entre otras pinturas una versión de su famoso Hipómenes y Atalanta (considerada mejor que la del Museo de Capodimonte) y de su también célebre San Sebastián, así como otras pinturas: Muchacha con una rosa, La Virgen de la silla... 
El Louvre contiene veinte de sus cuadros, la National Gallery de Londres siete, de los cuales el más interesante es una pequeña Coronación de la Virgen, pintada sobre cobre y que data probablemente de fecha anterior a la marcha del pintor a Roma.

## Selección de sus obras
- Autorretrato, Whitfield Fine Art
- Calisto y Diana
- Crucifixión de San Pedro, Ciudad del Vaticano

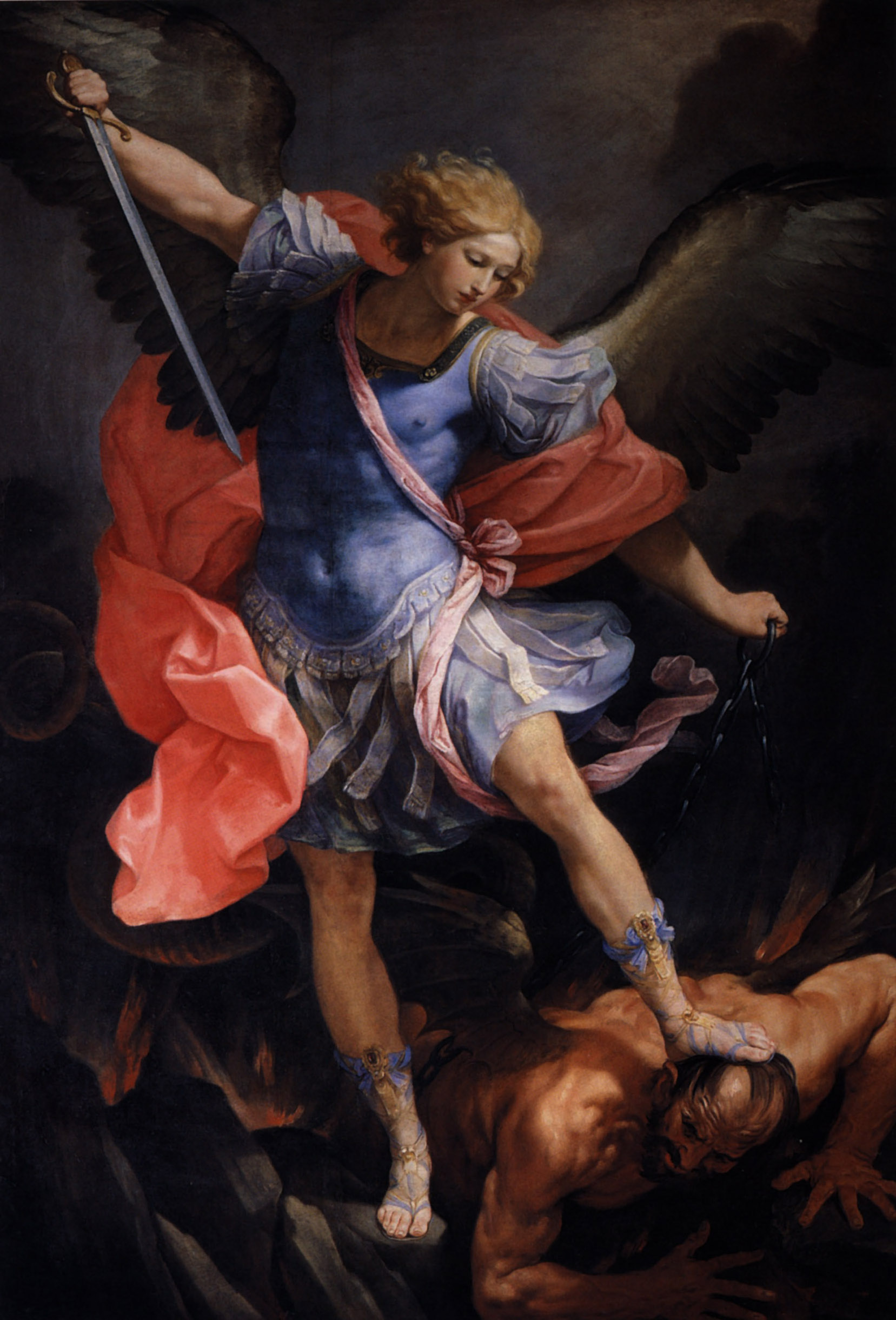
El arcángel Miguel, pintado para la iglesia de los capuchinos en Roma.

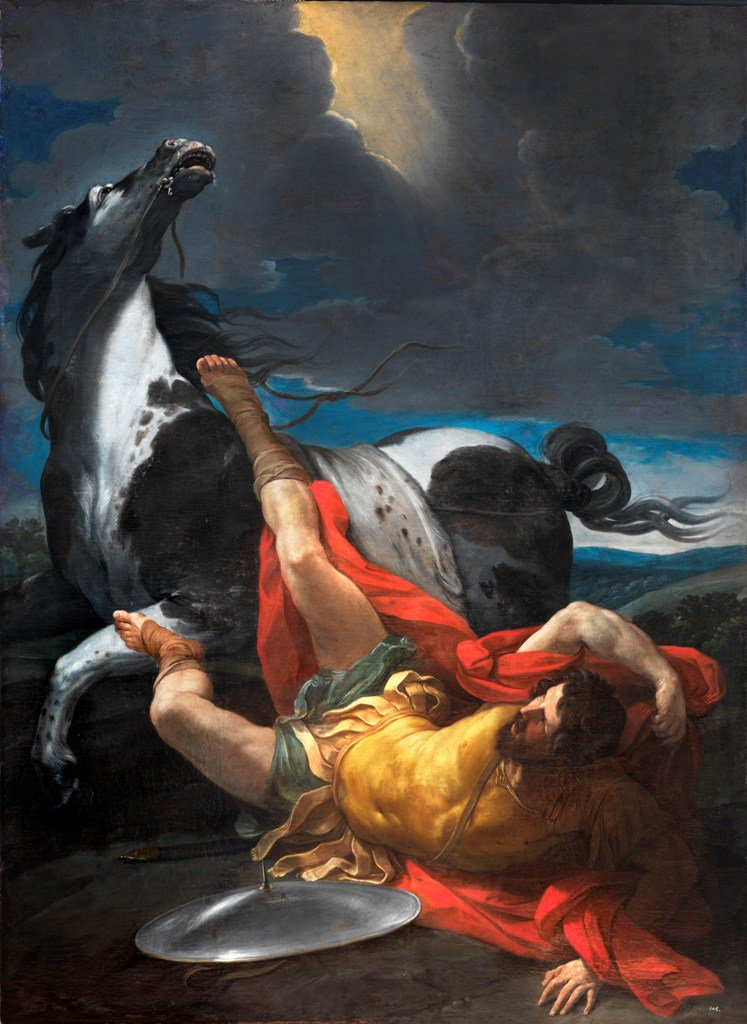
Conversión de Saulo, 1615-1620, 222 x 160 cm. (c.), Real Monasterio de San Lorenzo de El Escorial.

- Cristo Crucificado, San Lorenzo in Lucina, Roma
- Santísima Trinidad, Santissima Trinità dei Pellegrini, Roma
- Concepción, Forlì
- Limosnas de San Roque, Bolonia
- Matanza de los inocentes, Pinacoteca Nazionale de Bolonia
- Pietà, Bolonia
- Magdalena penitente h. 1635, Museo Walters, Baltimore[9]
- La Anunciación, Museo del Louvre, París.
- Lamento sobre el cuerpo de Cristo muerto, Chiesa dei Mendicanti, Bolonia
- Ecce Homo, Gemaldegälerie de Dresde
- Santos Pedro y Pablo, Pinacoteca di Brera, Milán
- Asunción de la Virgen, Sant'Ambrogio, Génova
- La Asunción de la Virgen, Iglesia de Santa María Asunta
- San Pablo el Ermitaño y San Antonio en el desierto, Berlín
- Fortuna, Museos Capitolinos
- Sansón bebiendo de la quijada de un asno
- Ariadna, Museos Capitolinos
- Santa Catalina, 1606, Museo del Prado, Madrid.
- Hipómenes y Atalanta (primera versión), 1612, Museo del Prado, Madrid[10]
- Hipómenes y Atalanta (segunda versión), 1622-25 Museo de Capodimonte, Nápoles[11]
- Virgen del Rosario, Pinacoteca, Bolonia
- Los trabajos de Hércules, Louvre, París
- El Suicidio de Lucrezia ca. 1625-40 Museo de Arte de São Paulo, São Paulo
- Lucrezia y Cleopatra, Pinacoteca Capitolina, Roma
- Rapto de Helena, Museo del Louvre, París
- San Sebastián, Pinacoteca de Bolonia
- San Sebastián, Dulwich Picture Gallery
- San Sebastián, Auckland Art Gallery
- San Juan Bautista en el desierto, Dulwich Picture Gallery
- Adoración de los Magos, Certosa di San Martino, Nápoles
- Conversión de Saulo, Patrimonio Nacional , Real Monasterio de San Lorenzo de El Escorial
- Oración en el huerto, 1607, Patrimonio Nacional, Monasterio de las Descalzas Reales, Madrid.
- Ecce Homo, Patrimonio Nacional, Casita del Príncipe, Real Monasterio de San Lorenzo de El Escorial.
- Cristo Resucitado abrazado a la Cruz, Real Academia de Bellas Artes de San Fernando,[12] Madrid.
- Un Evangelista, Fundación Casa de Alba, Madrid.[13]
- Asunción y Coronación de la Virgen, Convento de las Madres Carmelitas Descalzas,[14] Peñaranda de Bracamonte, Salamanca.
- San Juan Bautista, Convento de las Agustinas, Iglesia de la Purísima, Salamanca.